# 赤いシュート!
『赤いシュート!』（あかいシュート!）は、1986年10月31日から1987年3月20日にかけて関西テレビ放送で放送されたテレビドラマ。全24回。阪急ドラマシリーズ枠で放送された学園スポーツドラマである。
ロケ地は宝塚、西宮、芦屋が中心だった。

## あらすじ
ブラジルで育った帰国子女・理緒が青葉学園中学校に転入してきた。女子サッカーチームで活躍してきた理緒はサッカー部への入部を希望するが、キャプテン・秋山に認められなかった。すぐさま理緒は女子サッカー部を結成すべく、部員となる10人の「アミーゴ（友達）」を探し始める。

## キャスト
- 朝川 理緒 - 時田成美

このドラマのヒロイン。ブラジルからの帰国子女。青葉学園中学校に転入後、女子サッカー部を創設。
- 大町 弥生 - 西側有利子

青葉学園中学校女子サッカー部のキャプテン。幼少時代からサッカーをしており、周囲から天才少女といわれていた。
- 柴田 哲夫 - 加納竜

青葉学園中学校男子サッカー部の顧問だったが、女子サッカー部も顧問を担当。弱小チームだった理緒たちを国立競技場に導いたのをきっかけに、全日本選抜チームの監督となる。女子部員の憧れの的。
- みっち - 三野友華子

運動音痴だが、理緒が女子サッカー部を創設したころから共に部員として奮闘する。部内ではマネージャーも兼任していた。
- 秋山 健太 - 山下和哉

青葉学園中学校男子サッカー部キャプテン。理緒が女子サッカー部を創設時は「サッカーは男のスポーツだ」の一点張りで冷たく当たっていたが、しだいに女子サッカー部に親身に協力していく。大町弥生とはジュニアチームからの同期。全運動部の会計を務める。
- 朝川 正夫 - 浜田光夫
- 朝川 ひろ子 - 新海百合子
- 松原千明

## スタッフ
- 脚本：田代淳二、東多江子
- プロデューサー：野村純一、三浦紘、村上健治
- 音楽：奥村貢
- 監修：日本サッカー協会、日本女子サッカー連盟
- ナレーター：上田彰
- サッカー指導：藏力夫
- 主題歌：ラフ&レディ「ダイヤモンドは傷つかない」（ポリドール）
- 監督：松森健、加賀城英明、吉田憲二
- 制作：宝塚映像、関西テレビ放送

## サブタイトル
1. 私は理緒
2. 11人目のアミーゴ
3. 一人でもイレブン!
4. 真紅の挑戦状!
5. ゴールを奪え!
6. アタック! SSシュート!
7. ホットドッグ半分ごっこ
8. スタンドプレーはNGよ
9. キャプテン失格
10. 星空へキック
11. こがらしのアミーゴ
12. なみだのラストキック
13. もう一人のコーチ
14. 泣くなクマちゃん
15. 恋人はイレブン
16. 泣き虫 理緒
17. よみがえったライバル
18. あかんべー
19. 理緒のカーニバル
20. 理緒欠場!
21. サンバで勝とう!
22. なぞの親指!
23. 神様もアミーゴ
24. 勝利のSSシュート!

## 放送局
| 放送期間                                     | 放送時間                              | 放送局     | 対象地域   | 備考     |
| -------------------------------------------- | ------------------------------------- | ---------- | ---------- | -------- |
| 1986年10月31日 - 1987年3月20日               | 金曜 19:00 - 19:30                    | 関西テレビ | 近畿広域圏 | 制作局   |
| 1986年11月7日 - 1987年3月 1987年4月 - 5月2日 | 金曜 16:00 - 16:30 土曜 06:30 - 07:00 | フジテレビ | 関東広域圏 | [ 注 1 ] |